# Catholics for a Free Choice
Catholics for a Free Choice (CFC) ist eine US-amerikanische, von der römisch-katholischen Kirche unabhängige Bürgerrechtsorganisation mit Sitz in Washington, D.C.

## Ziele
Die Organisation setzt sich für das Recht auf Schwangerschaftsabbruch seitens der Frau in den Vereinigten Staaten ein. Die CFC wurde 1973 gegründet. 1984 schaltete die Organisation die Anzeige A Catholic Statement on Pluralism and Abortion in der New York Times.
Gegenwärtige Präsidentin ist Jamie L. Manson. Früherer Präsident der CFC war Jon O’Brien. 25 Jahre lang leitete Frances Kissling die Organisation als Präsidentin. Das CFC-Vorbild sorgte für ähnliche Gründungen in Südamerika, Kanada und Europa, etwa in Großbritannien.